# Iglesia de San Antón (Granada)

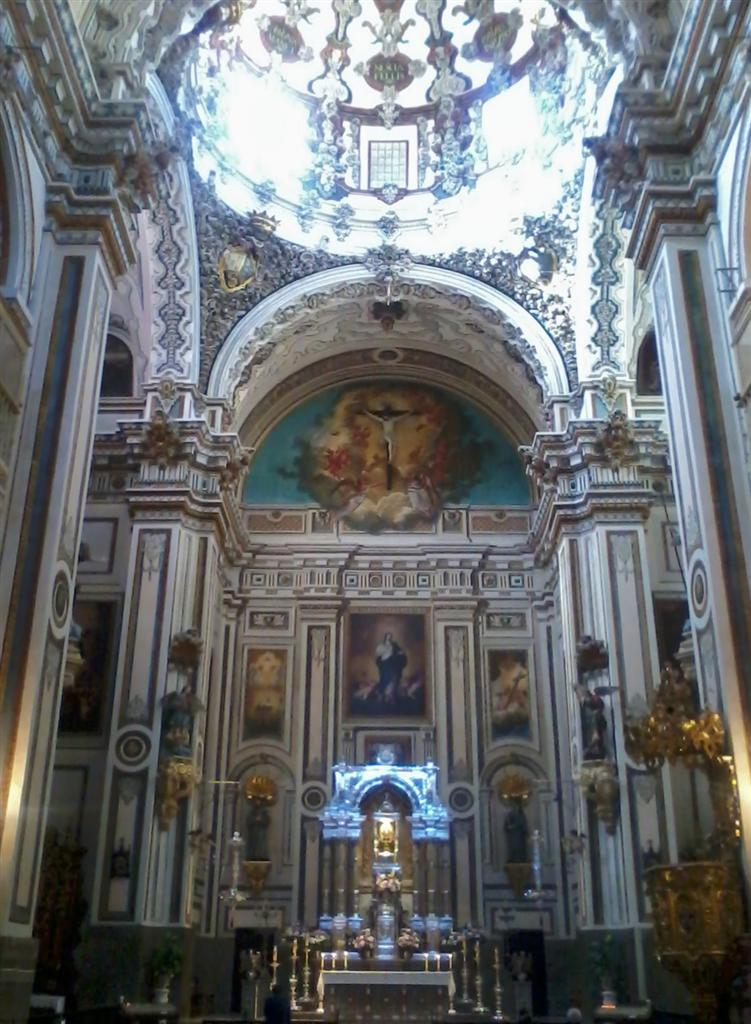
Nave central y presbiterio

La iglesia de San Antón es una iglesia de la ciudad española de Granada situada en el centro, muy cercano a Puerta Real.

## Historia
El conjunto actual comienza a construirse en el siglo XVII y finaliza en el siglo XVIII, y está formado por un convento y una iglesia que siguen la estética de la arquitectura religiosa de la época.
La iglesia fue fundada por los Franciscanos Terciarios en el año 1534, en el lugar donde anteriormente se encontraba una ermita.
Tras la exclaustración de 1835 el convento pasó a las monjas Capuchinas que lo recibieron como compensación al derribo del convento que tenían en la plaza de la Romanilla.
El conjunto actual se encuentra situado en la intersección de la popular calle Recogidas con de San Antón.

## Iglesia
La Iglesia es del siglo XVII y muestra interiormente una planta de cruz latina (que no sobresale al exterior). Se cubre con bóveda de cañón con lunetos, y una cúpula de estética churrigueresca sobre el antepresbiterio.
En el Altar Mayor se encuentra una imagen del Crucificado de Pablo de Rojas y un San Francisco de Asís de Pedro de Mena; así como cuadros que representan a los Desposorios de la Virgen, la Circuncisión y la Asunción de Juan de Sevilla.
En las capillas laterales pueden verse imágenes de San Pedro de Alcántara, San Diego de Alcalá y un San Juanito de Pedro de Mena.
Las portadas de la iglesia son obra de Luis de Arévalo y la cúpula, de Alfonso Castillo.
En el año 2007, finalizó la limpieza de la fachada del convento de San Antón, pudiéndose descubrir un gran mural que ocupa gran parte de la fachada y que junto a varios elementos arquitectónicos, cuenta con tres imágenes situadas en el centro de la fachada y que pueden corresponderse con las imágenes del altar mayor.
Sobre el arco se ha dibujado un frontispicio en cuyo interior aparece una concha. El vértice superior está rematado por una pequeña cruz. A ambos lados del arco se han incluido un par de columnas de color verde con sus respectivos capiteles.